# برایان البسن
برایان البسن (انگلیسی: Brian Albeson؛ ۱۴ دسامبر ۱۹۴۶ – ۱۵ اکتبر ۲۰۰۳) یک بازیکن فوتبال اهل انگلستان بود.
از باشگاه‌هایی که در آن بازی کرده‌است می‌توان به باشگاه فوتبال بری اشاره کرد.